# Eburodacrys lepida
Eburodacrys lepida es una especie de escarabajo longicornio del género Eburodacrys, tribu Eburiini, subfamilia Cerambycinae. Fue descrita científicamente por Martins en 1973.

## Descripción
Mide 14-18,5 milímetros de longitud.

## Distribución
Se distribuye por Brasil, Ecuador y Perú.